# Grande Prêmio da Grã-Bretanha de 1968
Resultados do Grande Prêmio da Grã-Bretanha de Fórmula 1 realizado em Brands Hatch à 20 de julho de 1968. Sétima etapa do campeonato, nele Jo Siffert conquistou a primeira vitória suíça na categoria a bordo de uma Lotus pertencente à Rob Walker Racing Team na última vitória da equipe.

## Classificação da prova
| Pos. | Nº | Piloto               | Construtor        | Voltas | Tempo/Diferença          | Grid | Pontos |
| ---- | -- | -------------------- | ----------------- | ------ | ------------------------ | ---- | ------ |
| 1    | 22 | Jo Siffert           | Lotus-Ford        | 80     | 2:01:20.3                | 4    | 9      |
| 2    | 5  | Chris Amon           | Ferrari           | 80     | + 4.4                    | 3    | 6      |
| 3    | 6  | Jacky Ickx           | Ferrari           | 79     | + 1 volta                | 12   | 4      |
| 4    | 1  | Denny Hulme          | McLaren-Ford      | 79     | + 1 volta                | 11   | 3      |
| 5    | 7  | John Surtees         | Honda             | 78     | + 2 voltas               | 9    | 2      |
| 6    | 14 | Jackie Stewart       | Matra-Ford        | 78     | + 2 voltas               | 7    | 1      |
| 7    | 2  | Bruce McLaren        | McLaren-Ford      | 77     | + 3 voltas               | 10   |        |
| 8    | 20 | Piers Courage        | BRM               | 72     | + 8 voltas               | 16   |        |
| Ret  | 4  | Jochen Rindt         | Brabham-Repco     | 55     | Vazamento de combustível | 5    |        |
| Ret  | 10 | Pedro Rodríguez      | BRM               | 52     | Motor                    | 13   |        |
| NC   | 19 | Silvio Moser         | Brabham-Repco     | 52     | Não classificado         | 19   |        |
| Ret  | 9  | Jackie Oliver        | Lotus-Ford        | 43     | Transmissão              | 2    |        |
| Ret  | 16 | Robin Widdows        | Cooper-BRM        | 34     | Ignição                  | 18   |        |
| Ret  | 8  | Graham Hill          | Lotus-Ford        | 26     | Semieixo                 | 1    |        |
| Ret  | 15 | Vic Elford           | Cooper-BRM        | 26     | Motor                    | 17   |        |
| Ret  | 18 | Jean-Pierre Beltoise | Matra             | 11     | Motor                    | 14   |        |
| Ret  | 11 | Richard Attwood      | BRM               | 10     | Radiador                 | 15   |        |
| Ret  | 24 | Dan Gurney           | Eagle-Weslake     | 8      | Bomba de combustível     | 6    |        |
| Ret  | 23 | Jo Bonnier           | McLaren-BRM       | 6      | Motor                    | 20   |        |
| Ret  | 3  | Jack Brabham         | Brabham-Repco     | 0      | Motor                    | 8    |        |
| WD   | 12 | Tony Lanfranchi      | BRM               |        |                          |      |        |
| WD   | 17 | Lucien Bianchi       | Cooper-Alfa Romeo |        |                          |      |        |
| WD   | 21 | Tom Jones            | Cooper-Maserati   |        |                          |      |        |

## Tabela do campeonato após a corrida
|  | Pos. | Piloto          | Pontos |
|  | ---- | --------------- | ------ |
|  | 1    | Graham Hill     | 24     |
|  | 2    | Jacky Ickx      | 20     |
|  | 3    | Jackie Stewart  | 17     |
|  | 4    | Denny Hulme     | 15     |
|  | 5    | Pedro Rodríguez | 10     |

|   | Pos. | Construtor   | Pontos |
| - | ---- | ------------ | ------ |
|   | 1    | Lotus-Ford   | 38     |
| 1 | 2    | Ferrari      | 25     |
| 1 | 3    | McLaren-Ford | 22     |
|   | 4    | Matra-Ford   | 20     |
|   | 5    | BRM          | 17     |

- Nota: Somente as primeiras cinco posições estão listadas. A temporada de 1968 foi dividida em dois blocos de seis corridas onde cada piloto descartaria um resultado. Neste ponto esclarecemos: na tabela dos construtores figurava somente o melhor colocado dentre os carros de um time.